# لوسيان زينز
لوسيان زينز (بالفرنسية: Lucien Zins)‏ (14 سبتمبر 1922 – 13 ديسمبر 2002) هو سبّاح فرنسي راحل، مثّل بلاده في الألعاب الأولمبية الصيفية 1948.

## روابط خارجية
لوسيان زينز على موقع الاتحاد الدولي للسباحة (الإنجليزية)
- لوسيان زينز على موقع أوليمبيديا (الإنجليزية)